# 黒木三郎
黒木 三郎（くろき さぶろう、1922年2月8日 - 2010年2月20日）は、日本の法学者、弁護士、早稲田大学名誉教授。愛知大学教授や日本法社会学会理事長を務めた。日本学術会議会員。専門は民法、法社会学。

## 経歴
- 1922年 - 福岡市に生まれる
- 1944年 - 九州帝国大学法文学部法学科卒業
- 1948年 - 九州帝国大学法文学部経済学科卒業
- 1948年 - 九州大学法学部助手
- 1951年 - 愛知大学法経学部講師
- 1952年 - 愛知大学法経学部助教授
- 1957年 - 愛知大学法経学部教授
- 1968年 - 早稲田大学法学部教授
- 1981年 - 日本法社会学会理事長、日本私法学会理事
- 1982年 - 比較家族史学会理事
- 1992年 - 早稲田大学名誉教授
- 1995年 - 東京都知事選挙立候補（共産党推薦）
- 1997年 - 勲三等瑞宝章受章[1]
- 2010年 - 死去。叙正五位[2]。

## 人物
九州大学在学中、福岡市内で開かれた学徒出陣式で学生代表として答辞を述べる際の原稿に「戦火がおさまったときには銃をペンにかえて学園に戻る」と書いたことが検閲に引っかかった。のちに「言論を封じ込め、学生から学問を奪い取り、死まで強要する体制に疑問を感じた。」と述べ、この体験から護憲を掲げて、青島幸男が当選を果たした1995年の東京都知事選挙に無所属で出馬した。選挙では社会党の政策立案にも携わった東京大学名誉教授の大内力が応援に駆け付けたものの、結果は284,387票（得票率6.12%）しか得られず落選した。（詳細は1995年東京都知事選挙#選挙結果）

## 著書
- 『家族法提要』（黒木三郎著、法律文化社、1959年）
- 『マルクス法学入門』（H.クライヤー編、黒木三郎訳、法律文化社、1962年）
- 『婚姻法の近代化 : アジアの現代家族法』（黒木三郎著、勁草書房、1966年）
- 『現代農業法と入会権の近代化』（黒木三郎著、敬文堂、1971年）
- 『全国山林原野入会慣行調査 昭和49年』（黒木三郎、熊谷開作、中尾英俊編、青甲社、1975年）
- 『不動産の立退き明渡し (紛争解決シリーズ)』（黒木三郎、松本治雄編、実業之日本社、1975年）
- 『金銭のトラブル (紛争解決シリーズ)』（黒木三郎、松本治雄編、実業之日本社、1975年）
- 『現代法社会学講義 (青林講義シリーズ)』（黒木三郎編、青林書院新社、1976年）
- 『生活のトラブル (紛争解決シリーズ)』（黒木三郎、松本治雄編、実業之日本社、1977年）
- 『追想の青山道夫 : 民主主義と家族法』（大原長和、黒木三郎編、法律文化社、1979年）
- 『生活妨害の紛争と解決法 : 相隣関係から生活公害のトラブルまで (紛争解決シリーズ)』（黒木三郎編、実業之日本社、1980年）
- 『立退き明渡しの紛争と解決法 : 大家・地主に負けないための法律知識 (紛争解決シリーズ)』（黒木三郎編、実業之日本社、1981年）
- 『民法副読本 : 親族・相続』（黒木三郎、松嶋由紀子編、文真堂、1987年）
- 『国際化時代の法学』（黒木三郎編著、敬文堂、1988年）
- 『家の名・族の名・人の名 : 氏 (シリーズ家族史 ; 3)』（黒木三郎ほか編、三省堂、1988年）
- 『現代法社会学』（黒木三郎編、青林書院、1989年）
- 『社会と法 : 法社会学への接近』（黒木三郎ほか共著、法律文化社、1995年）